# آختالا
آختالا (بالإنجليزية: Akhtala)‏ هي municipality of Armenia تقع في أرمينيا في محافظة لوري. يقدر عدد سكانها بـ 2,400 نسمة ومساحتها 4.3 كم2 وترتفع عن سطح البحر 740 متر.